# Eonatator
Eonatator is een geslacht van de Mosasauridae dat tijdens het late Krijt leefde in het gebied van het huidige Noord-Amerika. Er zijn twee soorten binnen het geslacht benoemd: Eonatator sternbergii en Eonatator coellensis.

## Vondst en naamgeving
In de zomer van 1918 vonden de commerciële fossielenjagers Charles Hazelius Sternberg en diens zoon Levi Sternberg in Kansas het skelet van een mosasauride. C.H. Sternberg had in die tijd toenemende moeite zijn fossielen kwijt te raken aan Amerikaanse musea en begon te werken voor de Zweedse Universiteit van Uppsala. Ook dit specimen werd naar Zweden verscheept en in 1920 beschreven door Carl Wiman. Wiman benoemde het exemplaar als een nieuwe soort van Clidastes: Clidastes sternbergii. De soortaanduiding eert Sternberg.
In 1967 hernoemde Dale Alan Russell de soort tot een Halisaurus sternbergi.
In 2005 concludeerde Nathalie Bardet dat de soort niet bij Halisaurus hoorde. Ze benoemde een apart geslacht Eonatator. De geslachtsnaam is een combinatie van het Grieks èoos, "dageraad" en het Latijn natator, "zwemmer".
Het holotype, UPI R 163, is gevonden in de Smoky Hill Chalk Member van de Niobrara Chalk Formation die ruwweg uit het vijfentachtig miljoen jaar oude Santonien dateert en dus het late Coniacien en het vroege Campanien overspant. Het bestaat uit een vrij compleet skelet met schedel.
In 2004 vond Ricardo Calderón het skelet van een mosasauride bij Coella nabij Tolima in Colombia. Het werd in 2005 geborgen. In 2013 benoemde María Eurídice Páramo-Fonseca een tweede soort van Eonatator: Eonatator coellensis. De soortaanduiding verwijst naar de herkomst bij Coello. Het holotype is specimen IGM p 881237, een vrij compleet en grotendeels in verband liggend skelet met schedel. Het specimen bewaart een mogelijk embryo achter het bekken. Daarnaast zijn er resten van weke delen bij de oorzone, de borstkas en de buikholte.
In 2023 vond Ahmed Shaker E. coellensis afgeleider dan Phosphorosaurus. Liever dan voor de eerste een apart geslacht te benoemen plaatste hij beide in Halisaurus wat dus een Halisaurus coellensis opleverde.

## Beschrijving

### Grootte

De soorten in grootte met elkaar vergeleken

De lengte van Eonatator sternbergii is geschat op 2,6 meter. Eonatator coellensis heeft een bewaarde lengte van 2,8 meter, maar was nog iets langer, omdat de staartpunt ontbreekt.

### Onderscheidende kenmerken
In 2005 werden onderscheidende kenmerken vastgesteld van E. sternbergii. Sommige ervan zijn autapomorfieën, unieke afgeleide (dus nieuwe) eigenschappen. Het schedeldak vormt een gladde driehoek die zich ver naar achteren uitstrekt en doorboord wordt door een middelgroot rond foramen pineale dat op tweemaal zijn diameter gelegen is van de beennaad tussen voorhoofdsbeen en wandbeen en van voren en achteren begrensd wordt door twee evenwijdige richels. Het quadratum is afgerond met een regelmatig gekroonde tympanische vleugel. De wervelkolom telt zeven halswervels, vierentwintig ruggenwervels, vier pygalia (versimpelde sacrale wervels), achtentwintig tussenliggende staartwervels en minstens eenenveertig laatste staartwervels. De lengte van het opperarmbeen bedraagt tweeënhalf maal de distale breedte.

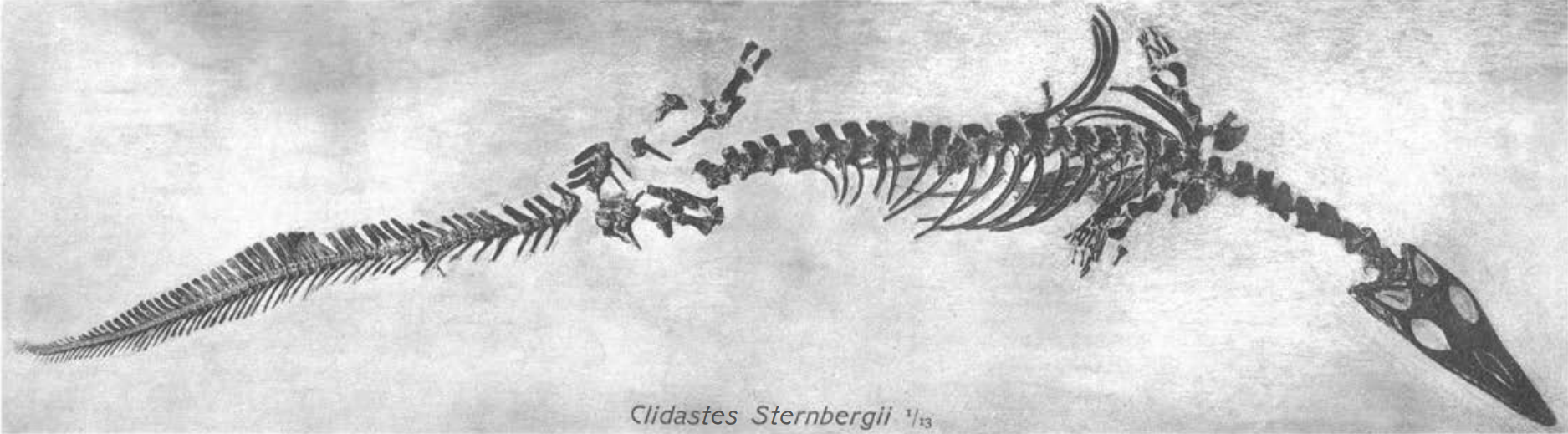
Het genoholotype

Daarnaast is er een unieke combinatie van op zich niet unieke kenmerken. De beennaad tussen praemaxilla en bovenkaaksbeen eindigt achter de negende maxillaire tand. De staartlengte bedraagt ongeveer 40% van de gecombineerde kop-romplengte. De staartwervels zijn langer dan breed. Er zijn minder dan vijf pygalia. Het dijbeen heeft een lengte van ongeveer tweemaal de distale breedte.
In 2013 werden onderscheidende kenmerken vastgesteld van E. coellensis. De neusgaten bevinden zich in een teruggetrokken positie, tussen de zevende en zeventiende maxillaire tand, en hebben een tweelobbig profiel waarbij de voorste lob iets groter is dan de achterste. De praemaxillae en de dentaria hebben een kort stuk tandeloze snuit vóór de eerste tanden. Er is een septomaxilla aanwezig. Het prefrontale levert een ruime bijdrage aan de achterrand van het neusgat, de hele zijrand vormend van de achterste lob van het neusgat. Het voorhoofdsbeen is kort en breed met een opvallende middenkam die zijn hele lengte beslaat; bij E. sternbergii is het voorhoofdsbeen smal en beslaat de kam slechts het voorste twee derden deel. Het foramen pineale eindigt bij de beennaad tussen de voorhoofdsbeenderen en wandbeenderen; bij E. sternbergii ligt het meer naar achter. Het voorste driehoekige deel van het wandbeen draagt twee (gepaarde) uithollingen op de middenlijn; bij E. sternbergii zijn er nauwe lengtetroggen voor en achter het foramen pineale. Er zijn eenentwintig ruggenwervels tegenover mintens tweeëntwintig bij E. sternbergii.

### Skelet

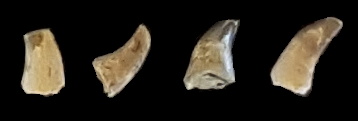
Tanden van E. sternbergii

Russell viel al op dat het holotype van E. sternbergii veel basale kenmerken toonde. Het aantal pygalia was met vier toen lager dan bij enige andere bekende mosasauride. De koppen van het opperarmbeen en het dijbeen zijn rond, als bij landdieren, wat een zekere adductie en abductie mogelijk moet hebben gemaakt. De schachten van die botten zijn langgerekt. Een andere, wellicht basale, eigenaardigheid is het nog voorkomen van neusbeenderen die bij de mosasauriden meestal geheel gereduceerd zijn.

## Fylogenie
Eonatator is in de Halisaurinae geplaatst.
Het volgende cladogram toont een mogelijke positie in de evolutionaire stamboom.
|  | Eonatator sternbergii                                                                      |
|  |                                                                                            |
|  | \| \| Phosphorosaurus ortliebi \| \| \| \| \| \| Phosphorosaurus ponpetelegans \| \| \| \| |
|  |                                                                                            |
|  | Phosphorosaurus ortliebi                                                                   |
|  |                                                                                            |
|  | Phosphorosaurus ponpetelegans                                                              |
|  |                                                                                            |

|  | Phosphorosaurus ortliebi      |
|  |                               |
|  | Phosphorosaurus ponpetelegans |
|  |                               |

|  | Eonatator sternbergii                                                                      |
|  |                                                                                            |
|  | \| \| Phosphorosaurus ortliebi \| \| \| \| \| \| Phosphorosaurus ponpetelegans \| \| \| \| |
|  |                                                                                            |
|  | Phosphorosaurus ortliebi                                                                   |
|  |                                                                                            |
|  | Phosphorosaurus ponpetelegans                                                              |
|  |                                                                                            |

|  | Phosphorosaurus ortliebi      |
|  |                               |
|  | Phosphorosaurus ponpetelegans |
|  |                               |

|  | Eonatator sternbergii                                                                      |
|  |                                                                                            |
|  | \| \| Phosphorosaurus ortliebi \| \| \| \| \| \| Phosphorosaurus ponpetelegans \| \| \| \| |
|  |                                                                                            |
|  | Phosphorosaurus ortliebi                                                                   |
|  |                                                                                            |
|  | Phosphorosaurus ponpetelegans                                                              |
|  |                                                                                            |

|  | Phosphorosaurus ortliebi      |
|  |                               |
|  | Phosphorosaurus ponpetelegans |
|  |                               |

|  | Eonatator sternbergii                                                                      |
|  |                                                                                            |
|  | \| \| Phosphorosaurus ortliebi \| \| \| \| \| \| Phosphorosaurus ponpetelegans \| \| \| \| |
|  |                                                                                            |
|  | Phosphorosaurus ortliebi                                                                   |
|  |                                                                                            |
|  | Phosphorosaurus ponpetelegans                                                              |
|  |                                                                                            |

|  | Phosphorosaurus ortliebi      |
|  |                               |
|  | Phosphorosaurus ponpetelegans |
|  |                               |